# Enya
Enya, pe numele real Eithne Ní Bhraonáin (n. 17 mai 1961, Gweedore⁠(d), Ulster, Irlanda) este o cântăreață, compozitoare și instrumentistă irlandeză.
Mai este prezentată uneori în media și ca Enya Brennan.
Enya este o transliterare aproximativă a pronunției numelui Eithne în irlandeză, limba ei nativă.
Și-a început cariera muzicală în 1980, când s-a alăturat trupei Clannad formată din frații și surorile sale, dar i-a abandonat mai târziu, urmând apoi să-și caute realizarea într-o carieră solo.
Albumul ei de debut, Watermark, care a fost lansat în 1988, a introdus-o pe plan internațional pentru prima dată și Enya a devenit cunoscută pentru sunetul ei unic, ce era caracterizat de stratificări ale vocii, melodii folk, fundaluri sintetizate și reverberații eterice.
A continuat să aibă parte de succes între anii 1990 și 2000; albumul ei din 2000 - A Day Without Rain a obținut înregistrări excelente la vânzări (16 milioane de exemplare) și a fost numită „World's Best-Selling Female Artist” a anului 2001.
Este artista cu cele mai mari vânzări din Irlanda și oficial a 2-a ca export de albume muzicale după trupa U2. Numărul de albume vândute se situează la 85 milioane de exemplare.
Activitățile ei i-au dobândit, pe lângă alte lucruri, 4 premii Grammy și o nominalizare Oscar (pentru contribuția ei la primul film din trilogia Stăpânul Inelelor). Până acum se știe că a cântat în 10 limbi diferite, dintre care una inventată de Enya și textiera ei, Roma Ryan. 
Enya este a 9-a artistă ca număr cu cele mai mari vânzări de albume în America, combinând 30 milioane de exemplare ale albumelor în SUA.

## Biografie
Enya s-a născut în Gweedore (Gaoth Dobhair în irlandeză) un mic orășel din comitatul Donegal, situat în nord-vestul Irlandei. Talentul muzical l-a moștenit de la părinții ei, ambii muzicieni de renume, tatăl făcând parte dintr-o trupă muzicală Slieve Foy Band, iar mama, profesoară de muzică la școala din Gweedore. Ea este a șasea din cei nouă copii ai familiei.

#### Educația muzicalǎ și Clannad
Dragostea pentru muzică a apărut încă din copilărie, la doar 4 ani a început să cânte pe scenă la festivaluri naționale. La 11 ani a intrat la internatul din Milford condus de ordinul Loretto, unde studiază pianul și muzica clasică. La 17 ani și-a continuat studiile de muzică la colegiu.

Enya (rândul din față, dreapta), pe coperta albumului Clannad - Fuaim(1981)

A petrecut un an studiind muzica clasică cu preotul O'Cheallaigh înainte ca, la sugestia managerului formației Clannad, Nicky Ryan, să se alǎture formației.
Clannad, grupul familiei era alcătuit din unchii gemeni Padraig și Noel O'Dugain, frații mai mari Ciaran și Pol Braoinain și sora ei Maire Ni Bhraoinain. Enya a oferit în special voci în fundal și a folosit în cântece pianul electric Wurlitzer, mai târziu a folosit sintetizatorul Prophet 5. Enya a făcut parte din formație aproximativ 2 ani, au făcut turnee împreună și a participat la înregistrarea albumelor Crann Ull și Fuaim.
După un turneu european în 1982 Enya a anunțat că va părăsi trupa împreună cu managerul și producătorul acestora, Nicky Ryan.

#### Dezvoltarea propriului stil muzical
S-a mutat împreună cu el și soția acestuia la Dublin și și-a dezvoltat propriul stil muzical. A început să scrie cântece în 1982, a învățat saxofonul și a cântat la pian. În 1984, două dintre instrumentalele ei Miss Claire Remembers și An Ghaoth on Ghrian au fost lansate pe casetă Touch Travel într-o ediție limitată de numai 5000 de copii. Miss Claire Remembers apare și pe albumul Watermark, dar An Ghaoth On Ghrian nu a mai fost relansat. Mai târziu, Roma Ryan, care găsea cântecele  foarte vizuale, a trimis caseta Enyei la David Puttnam, care căuta pe cineva care să compună muzica pentru filmul său nou The Frog Prince. A tras pe o casetă demo. El i-a oferit Enyei posibilitatea de a  compune muzică frumoasă și romantică. A scris muzică și pentru documentarul în serie The Celts. Acest soundtrack a fost lansat apoi separat pe albumul intitulat simplu Enya(1987), cu cântecul I Want Tomorrow ca single. Deși nu s-a bucurat de mult succes în topurile muzicale, Rob Dickins, șef  la Warner Music UK, a auzit albumul și s-a îndrăgostit de el. Când a întâlnit-o pe Enya la Irish Awards în afara Dublinului, el a semnat imediat un contract cu ea. "Am încheiat contractul cu ea ca artist fără vreun caracter comercial", spune Dickins. "Eram pur și simplu un fan". 

#### Salt internațional
Un an mai târziu Enya a lansat albumul Watermark. Primul single extras, Orinoco Flow, fiind compus ultimul pentru album, a urcat la nr.5 în topurile din Anglia. Watermark a introdus-o pe plan universal - s-a vândut în peste 10  milioane de exemplare și a câștigat discul de platină în 14 țări diferite. Enya și-a petrecut anii următori după succesul albumului Watermark mai degrabă silențios, până să revină  în 1991 cu  albumul de top Shepherd Moons . Albumul, cu  single-urile Caribbean Blue și Book of Days, s-a vândut în peste 10 milioane de copii și i-a adus primul Grammy pentru Cel mai Bun Album New Age. Un alt album The Memory Of Trees s-a vândut în primul an în peste 2 milioane copii, și a intrat în topurile americane la locul 9. Doi ani mai târziu a lansat o compilație Paint the Sky with stars-Best Of.., care cuprindea două cântece noi și o colecție de 3 cd-uri intitulate A Box Of Dreams. Cd-urile intitulate Oceans, Clouds și  Stars acopereau cariera ei din 1987 până  în 1997.
I-a fost oferită șansa să compună coloana sonoră pentru filmul din 1997 al lui James Cameron, Titanic, dar a refuzat.

#### A Day Without Rain
În noiembrie 2000, la 5 ani după lansarea lui The Memory Of Trees, Enya a lansat albumul A Day Without Rain. Melodia cu un mare succes, Only Time, a fost folositǎ în filmul Sweet November și un an mai târziu în știrile despre atacurile de la WTC în New York. Mai târziu, un remix al melodiei a fost lansat ca single, iar toate profiturile provenite de la acesta au fost destinate Asociației Naționale de Pompieri(urmând ca benificii pentru familiile victimelor). A Day Without Rain  a câștigat  încă un Grammy pentru cel mai bun album New Age și a devenit cel mai bine vândut album al artistei. Enya a câștigat premiul Echo pentru cel mai bine vândut single (Only Time), în Germania (2001), și de asemenea, o nominalizare pentru cel mai bine vândut album.

#### Stăpânul Inelelor
În 2001, la cererea personală a regizorului Peter Jackson, scrie două cântece pentru prima parte a trilogiei Stăpânul Inelelor. Enya, fiind un fan al lui Tolkien, a acceptat, și a contribuit la soundtrack cu Aníron și May it be. May it be a fost nominalizat pentru un Oscar și Globul de aur și Enya l-a cântat live la Academy Awards. 

#### Amarantine, And Winter Came...
În septembrie 2004, Panasonic a folosit cântecul Sumiregusa(Wild Violet) în reclama japoneză pentru promovarea televizorului Viera. Scurt timp după aceea, Warner Music Japan a anunțat lansarea noului album în noiembrie 2004, lucru care s-a dovedit mai târziu a fi  neadevărat, fiind negat cu strictețe de Aigle Music. Abia după un an, la 21 noiembrie 2005, a fost lansat noul album Amarantine.
Albumul s-a vândut până la data actuală în peste 6.5 milioane de copii (inclusiv cu ediția specială de Crăciun, lansată în noiembrie 2006), dovedindu-se încă un succes al artistei. De asemenea, în anul 2007, acest album îi aduce încǎ un premiu Grammy, al patrulea al ei. Pe acest album Enya cântă în limba Loxian, o nouă limbă inventată, derivată din limbile folosite în opera lui Tolkien, engleză și gaelică.
Pe 29 iunie 2007, Enya a primit un doctorat de onoare, de la Universitatea Națională din Irlanda, Galway. La puțin timp după acest eveniment, pe 10 iulie 2007 (dată specificată, de asemenea, și pe site-ul oficial al artistei la categoria de știri), Enya a primit un al doilea doctorat de onoare, de la Universitatea din Ulster.
Pe 7 Noiembrie 2008, Enya lansează albumul And Winter Came.... Albumul are o temǎ sezonalǎ de Crăciun și îndeosebi de Iarnă. S-a vândut în peste 2 milioane de exemplare în doar 3 luni de la lansare. A avut un succes imens pentru un album sezonal, a fost fruntaș pe tot parcursul iernii în topul vânzărilor al multor site-uri de comerț online precum Amazon, la categoria music best-seller. Primul single extras de pe album este Trains and Winter Rains, care este și ecranizat într-un videoclip.
Pe 16 decembrie 2008, albumul a fost lansat și în România prin intermediul postului de radio Europa FM, în cadrul unei zile speciale dedicate artistei.

#### The Very Best Of Enya
Pe 23 Noiembrie 2009, Enya a lansat un nou album/compilație Best Of. Enya, Nicky și Roma au fost solicitați pentru alegerea pieselor. Albumul se găsește într-o ediție standard doar cu CD și o ediție specială cu mai multe piese, DVD și filme documentare.
Ca și la albumul precedent, Europa FM a dedicat din nou o zi specială Enyei pe 24 noiembrie.

### 2011 - prezent
Într-un interviu din luna mai 2011, manager-ul Enyei, Nicky Ryan, a declarat pentru presa irlandeză că toți lucrează la un nou album și că cel mai probabil artista va susține un turneu pentru promovarea acestuia, o parte din conținutul albumului fiind înregistrată în studio-urile Abbey Road, din Londra.
După o lungă perioadă de absență cumulând aproape 6 ani (dintre care 3 ani au fost lipsiți de orice activitate până în 2012) Enya se întoarce în 2015 cu un nou material inspirat din poeziile Romei Ryan ce se axau pe insule și ceruri înstelate, printre care reprezentativă este insula Sark ce a fost desemnată ca Dark-Sky-Reserve, ceea ce înseamnă că este o zonă protejată de poluarea artificială a luminii, astfel că pe timpul nopții se observă un plafon foarte limpede care permite identificarea ușoară a multor sisteme solare sau constelații. Prin urmare noul album a primit titlul Dark Sky Island. Primul single extras a fost Echoes in Rain, descris ca un sfârșit al unei călătorii lungi inițiate cu melodia Orinoco Flow, aici fiind vorba de o revenire acasă pentru că drumul este deja cunoscut. Totodată Echoes in Rain reutilizează și o parte din instrumentația necesară celebrei piese de debut, printre care cel mai perceptibil este sintetizatorul Roland D-50. Următorul single lansat a fost Even in the Shadows, o melodie dedicată relațiilor romantice care nu au funcționat, o melodie destul de neobișnuită, construită în jurul unui puls/ritm de contrabas, care aproape sugerează bătăile inimii. De asemenea, piese ca So I Could Find My Way si The Humming au fost single-uri promoționale, destul de promovate. So I Could Find My Way este o melodie dedicată mamei producătorului Nicky Ryan, care decedase recent (la scurt timp urmând chiar și tatăl Enyei). Este o melodie cu puternic impact emoțional și celebrează viața părintelui pierdut care a avut misiunea de a îndruma copilul să-și depășească dificultățile și să vadă o rază de speranță tot timpul, găsind mereu calea. The Humming a fost de fapt prima piesă auzită de pe noul album odată ce a fost inserat un fragment pe site-ul oficial al Enyei. Piesa se conectează cu începutul vieții în Univers, cât și regenerarea unor forme de viață, dar și relații inter-umane. 

## Viața personală
Ca membră a trupei muzicale din familie, Clannad, Enya a format o prietenie cu managerul/producătorul Nicky Ryan și soția acestuia, Roma Ryan. După ce a lucrat cu Nicky Ryan timp de 7 ani, Clannad a început să caute alt producător. Din diferențele de opinie, privind viitoarele strategii de marketing ale trupei, cuplate cu o oarecare gelozie a celorlalți pe talentul arătat de Enya, a rezultat o despărțire aspră în grup, cauzând, astfel, ca Ryan și Enya să abandoneze trupa pentru a-și căuta realizarea într-o carieră solo. După despărțire, Enya s-a mutat cu Nicky și Roma. De asemenea, aceștia i-au servit fericiți artistei ca familie surogat. Au construit un studio într-un mic depozit la acea vreme, numindu-l Aigle, franțuzescul pentru „Eagle”. Studio-ul din ziua de azi a menținut același nume. Enya a început să dea lecții de pian pentru a-și asigura un venit, pe când familia Ryan aștepta să lovească inspirația. În cele din urmă, un apel de la BBC a rezultat într-un contract prin care artista să compună muzică pentru documentarul în serie The Celts și de atunci succese din ce în ce mai mari urmau să apară.

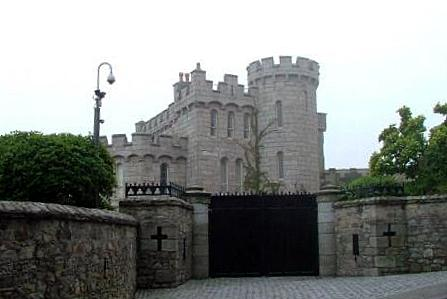
Castelul Manderley, Killiney, Dublin, reședința artistei irlandeze Enya

Din 1997, Enya locuiește în castelul Manderley (stil victorian), din Killiney, Dublin. În trecut se numea Ayesha, denumirea ulterioară fiind dată de Enya însăși, după reședința ficțională a lui Maxim de Winter, în romanul (1938) lui Daphne du Maurier și filmul ei favorit, alb-negru, Rebecca. Este vecină cu solistul Bono(U2), care domiciliază în apropiere.
Încă din perioada Watermark, Enya a început să atragă atenția unor stalkeri. În 1996, un italian a fost văzut în Dublin purtând la gât o fotografie a artistei, și s-a înjunghiat pentru că fost respins din pub-ul părinților Enyei în Gaoth Dobhair, comitatul Donegal.
Mai târziu, alți stalkeri au reușit să pătrundă prin efracție chiar în castelul acesteia și să atace câțiva membri ai staff-ului. Ca atare, Enya a fost nevoită să cheltuiască peste 250.000 € pentru măsuri de securitate pe domeniul castelului. Castelul ei include și o cameră de panică pe care Enya a și folosit-o pentru a chema ajutor.
În anul 2006, artista ajunge pe locul 3 în clasamentul celor mai bogați oameni din showbiz-ul britanic, cu o avere estimată la aproximativ €109 milioane (£75 milioane sau US$165 milioane) și pe locul 95 în Sunday Times Rich List 2006 din 250 cei mai bogați irlandezi.
Chiar dacă relația cu familia nu este una dintre cele mai bune, Enya se alătură corului mamei sale, din Gaoth Dobhair, în fiecare an de Crăciun. Artista se consideră membru devotat al Bisericii Romano-Catolice. Drept dovadă, cântă cu ocazia unui Crăciun la Roma, în prezența Papei Ioan Paul al II-lea.
Compozitorul de muzică clasică preferat al artistei este Serghei Rachmaninoff. 
Hobby-urile ei includ vizionarea de filme romantice alb-negru, pictatul și colecționarea de opere de artă.
Enya adoră pisicile. Într-un interviu publicat în 1988, când a fost întrebată despre animale de casă, ea a răspuns: „Am o pisică. Iubesc pisicile; pentru o perioadă am avut 12. A fost doar un extaz. Toate stăteau întinse la soare și apoi se cățărau până la gâtul meu”.
Enya e o persoană foarte privată, care încearcă să țină viața ei personală aparte de cea muzicală. Este retrasă, nu-i place să aibă parte de prea multă publicitate, sunt momente rare în care poate fi văzută, acelea fiind evenimente importante precum ceremoniile de la premiile Grammy, Oscar, Echo, World Music Awards etc. și când face turul de promovare în diverse țări, al albumelor de abia lansate. Ea nu este ca ceilalți artiști populari care consideră că imaginea lor ar avea relevanță, pentru ea muzica e totul, nu muzicianul.

## Stilul muzical și alte proiecte
O mare parte din muzica ei este influențată de muzica tradițională irlandeză⁠(en)[traduceți], celtică și clasică.
Ca un grup muzical, Enya reprezintă un parteneriat între trei persoane: Enya - ea însăși, care compune și redă muzica; Nicky Ryan, care produce albumele; și Roma Ryan, care scrie versuri în limbi diferite, cu excepția gaelicei (irlandeză), în care Enya va reda ea însăși versurile, doar dacă nu se specifică. Enya execută la toate instrumentele, precum și vocea pe straturi. Deși există anumite fragmente în care instrumente acustice sunt folosite, aproape toate sunetele din piesele artistei sunt create printr-un sintetizator. Amprenta muzicală este realizată prin stratificarea vocii de până la 80 de ori.
Sunetul ei de semnătură este cunoscut pentru folosirea unor aranjamente simple, cu multi-extensii de urmăriri ale vocii. Ea a declarat într-un interviu că o dată a suprapus vocea ei de aproximativ 500 de ori. 
Pe albumul Amarantine, Enya, cântă pe lângă engleză, în japoneză și Loxian⁠(en)[traduceți], cea din urmă, o limbă inventată de ea și Roma Ryan. Cu toate că cele mai multe din piesele sale sunt cântate în limba engleză, unele dintre melodii sunt cântate în întregime în irlandeză sau latină. Enya a cântat melodii scrise, de asemenea, în întregime sau parțial în galeză, spaniolă, franceză, și chiar și limbi create de J. R. R. Tolkien. Enya a efectuat cântece referitoare la Stăpânul inelelor, de J.R.R. Tolkien , inclusiv din 1991 cu piesa "Lothlórien" (instrumental, pe albumul Shepherd Moons), din 2001 cu piesa "May It Be" (cântată în engleză și Quenya), și "Aníron" (în Sindarină) - ultimele două, pe care le-a compus, apar și pe coloana sonoră a filmului Stăpânul Inelelor - Frăția Inelului, regizat de Peter Jackson.
Enya a dat spectacole în direct la mai multe emisiuni de televiziune diverse, evenimente și ceremonii, dar ea n-a realizat vreodată un turneu. Ea a spus, însă, că i-ar plăcea să facă acest lucru într-o zi, și că ar fi o mare provocare.
Albumele ei reușesc să fie vândute în zeci de milioane de exemplare, în tăcere, fără ca artista să fi făcut vreun turneu live în cariera ei. Din cauza acestei abilități de a vinde albume, o persoană de afaceri a denumit termenul Enyanomics.
Cu toate că a câștigat premii Grammy pentru "Cel Mai Bun Album New Age", Enya nu-și clasifică personal muzica ca aparținând genului New Age. Când a fost întrebată la ce gen s-ar clasifica muzica ei ca apartenență, ea a răspuns: "Enya".
Artista recunoaște că lucrează încet, dar toată muzica ei, de altfel, trece printr-o succesiune de procese complexe și implicit lente.

## Discografie

### Albume
- Enya (1986)
- Watermark (1988)
- Shepherd Moons (1991)
- The Celts  (1992)
- The Memory of Trees (1995)
- A Day Without Rain (2000)
- Amarantine (2005)
- And Winter Came... (2008)
- Dark Sky Island (2015)

### Videografie
- "Aldebaran" (1987)
- "I Want Tomorrow" (1987)
- "Fairytale" (1987)
- "Orinoco Flow" (1988)
- "Storms in Africa" (1989)
- "Evening Falls" (1989)
- "Exile" (1990)
- "How Can I Keep from Singing?" (1991)
- "Caribbean Blue" (1991)
- "The Celts" (1992)
- "Book of Days" (1992)
- "Anywhere Is" (1995)
- "On My Way Home" (1996)
- "Only If..." (1997)
- "Only Time" (2000)
- "Wild Child" (2001)
- "Only Time (Remix)" (2001)
- "May It Be" (2001)
- "Amarantine" (2005)
- "It's in the Rain" (2006)
- "Trains and Winter Rains" (2008)